# Політехнічна вулиця (Київ)
Політехні́чна ву́лиця — вулиця в Солом’янському районі міста Києва, місцевість Шулявка. Пролягає від Політехнічного провулку до вулиці Академіка Янгеля. 
Прилучається вулиця Професора Павловського.

## Історія
Вулиця виникла наприкінці XIX століття під час спорудження Київського політехнічного інституту. У 1899 році (разом з теперішнім Політехнічним провулком) здобула назву Польови́й прову́лок, згодом — Польова́ ву́лиця. Сучасна назва — з 1955 року, від розташованого тут Київського політехнічного інституту. Забудова — переважно з 70-х років XX століття. Тоді ж від Політехнічної вулиці було відокремлено Політехнічний провулок. З 2008 року повністю пішохідна.

## Установи
- Факультет електроенерготехніки та автоматики НТУУ «КПІ» (корп. № 20)
- Радіотехнічний факультет НТУУ «КПІ» (буд. № 12)
- Факультет довузівської підготовки НТУУ «КПІ» (буд. № 14)
- Факультет прикладної математики НТУУ «КПІ» (буд. № 15)
- Факультет електроніки НТУУ «КПІ» (буд. № 16)
- Факультет Електротехніки та автоматики НТУУ «КПІ» (буд. № 37)
- Інженерно-фізичний факультет НТУУ «КПІ» (буд. № 35)
- Теплоенергетичний факультет НТУУ «КПІ» (буд. № 6, корп. 5)
- Студентська міська поліклініка (буд. № 25/29)
- Інженерно-хімічний факультет НТУУ «КПІ» (буд. № 39)
- Факультет інформатики та обчислювальної техніки НТУУ «КПІ» (буд. № 39)